# AGM-179 JAGM

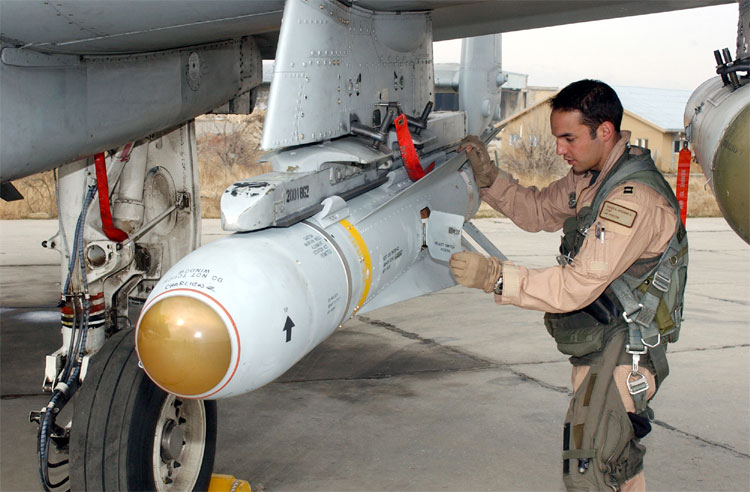
A-10 썬더볼트 II의 조종사가 메버릭을 점검하고 있다

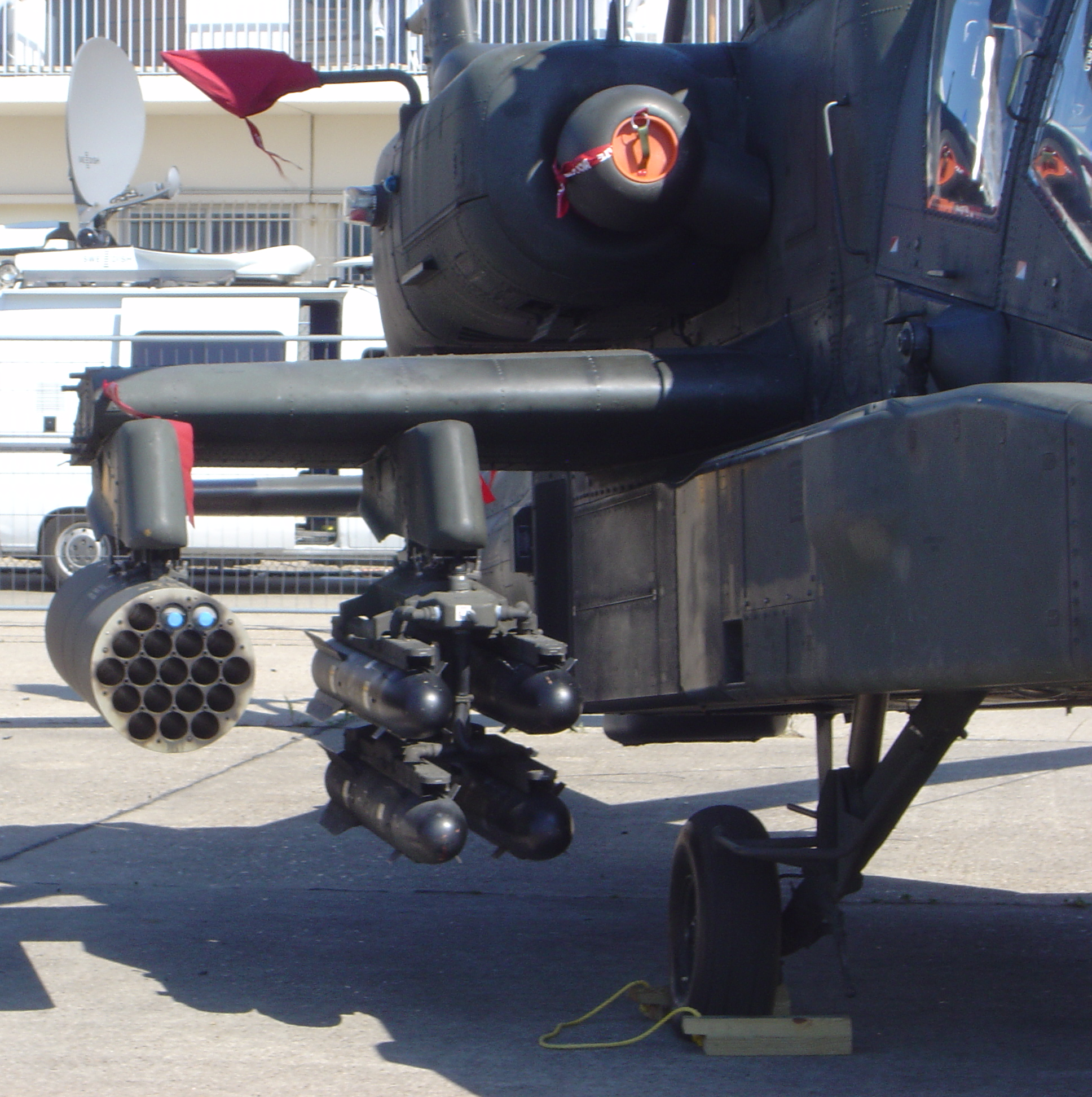
AH-64 아파치에 장착된 헬파이어 미사일

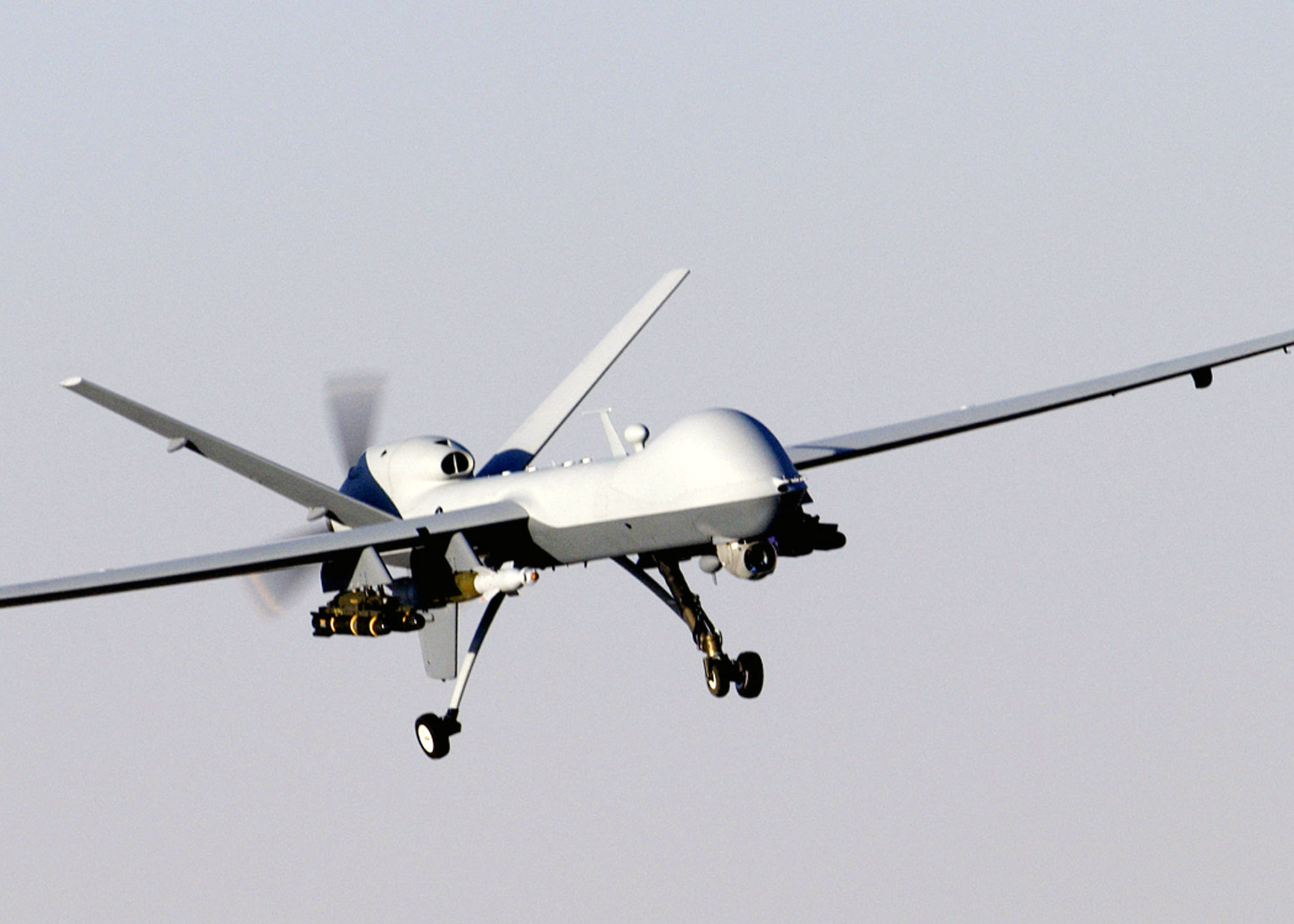
MQ-9 리퍼 무인공격기에 장착된 헬파이어 미사일

Joint Air-to-Ground Missile (JAGM, 합동 공대지 미사일)은 BGM-71 토우, AGM-114 헬파이어, AGM-65 메버릭을 교체하는 신형 대전차 미사일을 개발하기 위한 미국의 국방계획이다.

## 설명
JAGM은 취소된 AGM-169 JCM을 계속하여 나갈 것이다.
록히드 마틴은 50 kg AGM-114 헬파이어, 300 kg AGM-65 메버릭을 교체하기 위하여 신형인 50 kg AGM-169 JCM을 개발했으나, 미군당국이 개발을 취소시켰다. 현재는 레이시온과 보잉에서 50 kg JAGM을 진행하고 있다. 무게는 헬파이어와 같은데 사거리가 16 km로 2배가 되었다.
미국 육군, 해군, 해병대는 기존의 미사일들을 교체하는데 35,000발의 JAGM이 필요할 것으로 예상하고 있다. 헬파이어 미사일은 현재 미국 육군의 AH-64 아파치 공격헬기, MQ-1C 워리어 다목적 UAV, 해병대의 AH-1 슈퍼코브라 공격헬기, 해군의 시호크 무장정찰헬기에서 사용중이다. JAGM은 또한 F/A-18 호넷의 메버릭도 교체할 것이다.
JAGM은 세가지 기능을 모두 가진 시커를 장착할 것이다. 세미 액티브 레이저 시커는 정밀 공격과 single-shot target에 적합하다. 적외선 이미지 시커는 수동식 파이어앤포겟이 가능하게 한다. 밀리미터파 레이다는 주야간 전천후의 능동식 파이어앤포겟이 가능하다.
- 토우 대전차 미사일 - 레이시온, 무게 20 kg, 사거리 3.75 km, 유선유도
- 헬파이어 미사일 - 록히드 마틴, 무게 50 kg, 사거리 8 km, 레이저유도, 레이다유도
- 메버릭 - 레이시온, 무게 300 kg, 사거리 22 km, 적외선유도, 레이다유도, 레이저유도, 광학유도
- JAGM - 레이시온, 무게 50 kg, 사거리 20 km, 레이저유도, 적외선유도, 레이다유도

## 발사 플랫폼
- AH-64 아파치
- F/A-18E/F 슈퍼 호넷
- SH-60 시호크
- AH-1Z 바이퍼
- MQ-1C 워리어

## 사용국가
미국: 미국 육군, 해군, 해병대

## 같이 보기
- AGM-169 JCM - 미국의 차기 공대지 미사일. 무게 49 kg. 메버릭과 헬파이어를 교체할 것이다.
- AGM-65 메버릭 - 미국의 공대지 미사일. 무게 49 kg
- AGM-114 헬파이어 - 미국의 공대지 미사일. 무게 57 kg
- 나그 미사일 - 인도의 공대지 미사일. 무게 42 kg
- 님로드 미사일 - 이스라엘의 공대지 미사일. 무게 96 kg
- 스파이크 미사일 - 이스라엘의 공대지 미사일. 무게 70 kg
- TRIGAT-LR - 유럽의 공대지 미사일. 무게 49 kg
- 브리스톤 미사일 - 영국의 공대지 미사일. 무게 48 kg